# Фонд разума и науки Ричарда Докинза
Фонд разума и науки Ричарда Докинза (англ. The Richard Dawkins Foundation for Reason and Science, RDFRS или RDF) является подразделением Центра расследований (CFI), основанного британским биологом Ричардом Докинзом в 2006 году для продвижения научной грамотности и секуляризма.
Первоначально некоммерческая организация, базирующаяся в Вашингтоне, округ Колумбия, объединилась с CFI в 2016 году.

## История
После успеха своей книги «Бог как иллюзия» Ричард Докинз создал фонд со штаб-квартирой в Соединенных Штатах, чтобы работать над созданием мира, в котором религия больше не мешает развитию науки и в котором люди используют свои навыки критического мышления для оценки теистические утверждения о природе реальности.
Автор-теист Марион Ледвиг предполагает, что фонд мог быть создан как атеистический аналог Фонда Джона Темплтона, организации, которую Докинз публично критиковал, особенно в книге «Бог как иллюзия», за развращение науки. В выступлении на TED перед написанием «Бога как иллюзии» Докинз призвал к необходимости активизации «анти-Темплтона», заявив, что если его книги будут продаваться лучше, он сам возьмет на себя инициативу.
Среди прочего, RDFRS финансирует исследования в области психологии веры и религии, финансирует научно-образовательные программы и материалы, а также рекламирует и поддерживает светские благотворительные организации.
Фонду был присвоен статус благотворительной организации в Соединенном Королевстве и статус 501(c)(3) некоммерческого частного фонда в Соединенных Штатах. RDFRS финансировал исследования психологии веры и религии, финансировал научно-образовательные программы и материалы, а также рекламировал и поддерживал благотворительные организации, которые носят светский характер. Фонд также предлагает гуманистические, рационалистические и научные материалы через свой веб-сайт.
Докинз сказал, что «тенденция к теократическому мышлению в Соединенных Штатах представляет опасность не только для Америки, но и для всего мира». В связи с этим беспокойством Докинз пригласил Шона Фэйрклота выступить с докладом на открытии книжного тура Докинза по США в 2011 году. Фэйрклот — автор книги «Атака теократов, как религиозное право вредит всем нам и что мы можем с этим поделать» . Фонд Ричарда Докинза (филиал в США) позже нанял Фэйрклота, имеющего десятилетний опыт работы законодателем штата, в качестве директора по стратегии и политике.